# جک بیزلی (بازیکن فوتبال)
جک بیزلی (انگلیسی: Jack Beasley؛ زادهٔ ۱۹۱۶) بازیکن فوتبال اهل بریتانیا است.
از باشگاه‌هایی که در آن بازی کرده‌است می‌توان به باشگاه فوتبال تورکی یونایتد، باشگاه فوتبال ووستر سیتی، و باشگاه فوتبال بیرمنگام سیتی اشاره کرد.